# آمادو آیدارا
آمادو هایدارا (فرانسوی: Amadou Haidara‎؛ زادهٔ ۳۱ ژانویهٔ ۱۹۹۸) بازیکن فوتبال اهل مالی است.
از باشگاه‌هایی که در آن بازی کرده‌است می‌توان به ردبول زالتسبورگ و لایپزیگ اشاره کرد.
وی همچنین در تیم ملی فوتبال مالی بازی کرده‌است.

## عملکرد باشگاهی
هاییدارا کار خود را با تیم مالیایی آکادمی باماکو آغاز کرد. در ژوئیه سال ۲۰۱۶ او توسط ردبول سالزبورگ جذب شد. وی به صورت قرضی به لیگ دسته دوم و تیم لیفنبرگ ارسال شد که تیم دوم ردبول سالزبورگ است. هایدارا همچنین در لیگ جوانان یوفا برای تیم ردبول سالزبورگ در رده زیر ۱۹ سال بازی کرد. در آنجا دو گل در مقابل وارارد به ثمر رساند.
او اولین حضور خود را در دور سوم لیگ ۲۰۱۶/۱۷ در مقابل لاسک انجام داد. او پس از پایان نیمه اول، جایگزین جیدون منشاه شد و اولین گل خود را در دقیقه ۴۸ برای لیفرینگ به ثمر رساند.
در طول فصل ۲۰۱۷–۱۸ سالزبورگ بهترین رقابت‌های اروپایی خود را داشته‌است. آنها قبل از اینکه رئال سوسیداد و بوروسیا دورتموند را شکست دهند، در صدر جدول رده‌بندی لیگ اروپا را برای چهارمین بار رکورددار خود قرار دادند و بدین ترتیب اولین حضور خود در مرحله نیمه نهایی لیگ یوفا را کسب کردند. در تاریخ ۳ مه ۲۰۱۸، وی در مرحله نیمه نهایی لیگ اروپا بازی کرد و المپیک مارسی با نتیجه ۱ بر ۲ به پیروزی دست یافت اما یک برتری ۳ بر ۲ به دست آورد تا جایگاهی در فینال لیگ اروپا ۲۰۱۸ کسب کند.
در ۲۲ دسامبر ۲۰۱۸، هایدارا توسط باشگاه آلمانی لایپزیگ جذب شد.

## عملکرد بین‌المللی
هایدارا برای تیم ملی زیر ۱۷ سال مالی پنج مسابقه انجام داد و یک گل هم به ثمر رساند. هایدارا اولین بازی خود را برای تیم ملی فوتبال مالی در بازی مقدماتی جام جهانی ۲۰۱۸ برابر ساحل عاج در ۶ اکتبر ۲۰۱۷ انجام داد.